# Прайс, Дэвид Пауэлл
Дэ́вид Па́уэлл Прайс (англ. David Powell Price; 1790, Килликум, Уэльс — 18 [30] августа 1854, Петропавловский Порт) — британский морской начальник, контр-адмирал (6 ноября 1850), участник Крымской войны, эсквайр.

## Биография
Родился в семье помещика Риса Прайса. После нескольких лет учёбы в школе поступил юнгой на линейный корабль «Ардент» капитана Томаса Берти, ветерана Войны за независимость США и французских Революционных войн, участвовал в сражении под Копенгагеном, затем ходил на малых судах в Вест-Индии. На флоте с 1 января 1801 года. В 13 лет произведён в мичманы, участвовал в нападении англичан на остров Мартиника.
На корабле «Центавр» под командованием Сэмюэла Худа участвовал в боевых действиях у крепости Ла-Рошель и 25 сентября 1806 под Рошфором, затем — снова под Копенгагеном. Руководил захватом датской фелуки, сменив раненого лейтенанта Джеймса Ши. Сам был ранен в руку. 26 августа 1808 участвовал во взятии русского линейного корабля «Всеволод» при Рогервике.
В 1809 году Дэвид Прайс стал исполняющим обязанности лейтенанта и вновь был назначен на «Ардент», находившийся под командованием Роберта Хонимэна. На острове Ромс в Балтийском море после неравного боя был взят в плен. Датчане обменяли его на своих соотечественников, захваченных англичанами. Позже, находясь на захваченном неприятельском корабле, снова попал в плен к датчанам после того, как корабль сел на камни. Как и в первый раз, был возвращен к своим.
В 1811 году был переведён на бриг «Хок» под командование к Генри Бурчиру. 16 августа Прайс, командуя шлюпкой, сумел захватить под Барфлёром французское судно, невзирая на сильный огонь береговых батарей. Через два дня «Хок» встретил большой французский конвой, направлявшийся в Барфлёр. В этом бою три группы захвата, одной из которых командовал Дэвид Прайс, на шлюпках овладели 16-пушечным бригом «Нерон» и тремя транспортами. В августе, опять же на шлюпке и снова под сильным ружейным огнём с берега, захватил французскую шхуну. 21 октября участвовал в неудачном захвате брига, где чуть не попал в плен. Спустя три месяца был тяжело ранен в рукопашном бою штыком и долго пролежал в госпитале.
Только через год, в сентябре 1812 года, Прайс смог вернуться к службе. 6 декабря 1813 года был произведен в чин коммандера и назначен командовать плавучей батареей «Вулкан», которую летом 1814 года повёл к берегам Северной Америки — присоединиться к флоту Александра Кокрейна. Участвовал в бомбардировке форта Мак-Генри. Позже Прайс служил на реке Потомак под командованием контр-адмирала Палтни Малкольма. 24 декабря во время боя с американцами Прайсу прострелили бедро. Ранение было тяжёлым, но адмирал Малкольм всё же написал: «Я верю, что рана его не опасна, поскольку он настолько же доблестный молодой человек, насколько и превосходный офицер». Далее «Вулкан» прикрывал отступление английских войск, обстреливая форт Св. Филиппа на Миссисипи, а затем принял участие в осаде форта Бойер в бухте Мобил (ныне Форт-Морган в штате Алабама). После заключения всеобщего мира «Вулкан» вернулся в Портсмут 31 мая 1815 года. 13 июня 1815 года Дэвиду Прайсу был присвоен чин капитана. Затем на протяжении почти двадцати лет Прайс находился на берегу на половинном жаловании.
1 мая 1834 года капитан Прайс назначается командиром 50-пушечного корабля «Портленд» в составе Средиземноморской эскадры. Командуя этим кораблем, Прайс участвовал в войне за независимость Греции. За умелое командование и личную храбрость греческий король Отто I в 1837 году наградил Прайса Орденом Спасителя, а также повелел написать его портрет стоящим на палубе своего корабля на фоне вечерних Афин. В этом же году уже капитан Прайс получил поздравительное письмо от сэра Эдмунда Лайонса, а также парадную саблю от вице-короля Египта Мухаммеда Али.
С 10 ноября 1846 года Дэвид Прайс командовал 98-пушечным кораблем «Оушен», а с 1 марта 1848 года 80-пушечным кораблем «Веллингтон». Одновременно с командованием кораблями Прайс в 1844—1850 годах был суперинтендантом кораблестроительной верфи в Ширнесс (остров Шеппи, графство Кент). Затем вновь был отправлен на половинное жалование. В это время он живёт в графстве Брекнокшир, исполняя выборную должность мирового судьи. В 1844 году женился на Элизабет Тэйлор — дочери Джона Тэйлора и племяннице адмирала Уильяма Тэйлора.
17 августа 1853 года, когда Англия вовсю готовилась к Крымской войне, Прайс был назначен на пост командующего Тихоокеанской эскадрой.

## Крымская война
Незадолго до начала войны главнокомандующий Дэвид Прайс прибыл в перуанский порт Кальяо, где стояли основные силы вверенной ему Союзной эскадры. Здесь он встретился с французским контр-адмиралом Де Пуантом. Была выбрана тактика морской операции — последовательный захват русских портов. 17 июля эскадра в составе трёх британских и четырёх французских боевых кораблей прибыла к Гавайским островам. 25 июля англо-французская эскадра из восьми кораблей взяла курс на Камчатку и 29 августа достигла Петропавловска-Камчатского.

## Осада Петропавловска-Камчатского
30 августа после согласования плана штурма города началась подготовка и вывод кораблей на позиции. Однако приготовления не успели завершиться из-за известия о том, что главнокомандующий Дэвид Прайс застрелился из своего пистолета, не выдержав позора от поражения своих 2500 морпехов против 900 жителей Петропавловска-Камчатского.
Похоронен 2 сентября 1854 года на берегу Тарьинской бухты Петропавловска-Камчатского.
Н. Н. Муравьёв, письмо генерал-адмиралу русского флота Великому Князю Константину Николаевичу о победе в Петропавловске и о роли в ней В. С. Завойко:

…английский же адмирал Прайс убит перед Петропавловским портом на своём фрегате и похоронен в Тарьинской бухте… Завойко напрасно поверил рассказу пленного, что адмирал Прайс будто бы сам застрелился. Неслыханное дело, чтоб начальник застрелился в самом начале сражения, которое надеялся выиграть; не мог адмирал Прайс застрелиться и невзначай своим пистолетом, для какой надобности он брал его в руки, находясь на фрегате за милю от нашей батареи…

## Звания
- поступил на службу (01.01.1801)
- лейтенант (28.09.1809)
- коммандер (06.12.1813)
- капитан (13.06.1815)
- контр-адмирал (06.11.1850)